# Івдель
І́вдель (рос. Ивдель) — місто, центр у складі Івдельського міського округу Свердловської області.

## Географія
Місто розташоване на річці Івделі (басейн Обі) на східному схилі Північного Уралу, за 535 км від Єкатеринбурга.

### Клімат
| Клімат Івделі             | Клімат Івделі | Клімат Івделі | Клімат Івделі | Клімат Івделі | Клімат Івделі | Клімат Івделі | Клімат Івделі | Клімат Івделі | Клімат Івделі | Клімат Івделі | Клімат Івделі | Клімат Івделі | Клімат Івделі |
| Показник                  | Січ.          | Лют.          | Бер.          | Квіт.         | Трав.         | Черв.         | Лип.          | Серп.         | Вер.          | Жовт.         | Лист.         | Груд.         | Рік           |
| Середній максимум, °C     | −13,7         | −10,7         | −1,1          | 7,2           | 14,2          | 21,0          | 23,5          | 19,8          | 13,1          | 3,5           | −4,8          | −11           | 5             |
| Середня температура, °C   | −19,2         | −16,8         | −7,6          | 1,5           | 7,8           | 14,3          | 17,4          | 14,1          | 8,3           | −0,2          | −9,2          | −16           | 0             |
| Середній мінімум, °C      | −24,6         | −22,8         | −14           | −4,1          | 1,5           | 7,7           | 11,4          | 8,5           | 3,5           | −3,8          | −13,6         | −20,9         | −5            |
| Норма опадів, мм          | 26            | 16            | 19            | 33            | 47            | 60            | 89            | 76            | 53            | 43            | 30            | 25            | 517           |
| ------------------------- | ------------- | ------------- | ------------- | ------------- | ------------- | ------------- | ------------- | ------------- | ------------- | ------------- | ------------- | ------------- | ------------- |
| Джерело: climate-data.org |               |               |               |               |               |               |               |               |               |               |               |               |               |

## Історія
Місто засноване 28 жовтня 1831 року як селище при золотопромивальній фабриці В. А. Всеволозького біля впадіння річки Шапша в річку Івдель, приблизно за 5 км вгору за течією річки від сучасного міста. Це поселення, назване Нікіто-Івдельське, 1853 року отримало статус села у зв'язку з відкриттям і освяченням Микитинської церкви. 1924 року село перейменоване в Івдель.

## Населення
Населення — 17775 осіб (2010, 19324 у 2002).

## Відомі люди
- Бекешкіна Ірина Ериківна (нар. 4 лютого 1952 — 21 березня 2020, м. Київ) — українська соціологиня, спеціалістка у галузі політичної та електоральної соціології.
- Юзеф Зімельс (нар. 1943) — український інженер, спелеолог.